# Klaus Oettinger
Klaus Oettinger (* 1937 in Mannheim) ist ein deutscher Germanist und Literaturhistoriker.

## Leben
Klaus Oettinger wuchs in Schwetzingen auf und legte am dortigen Hebel-Gymnasium 1956 das Abitur ab. Er studierte Germanistik, Philosophie, Geschichte und Geographie an den Universitäten Heidelberg, Münster, Wien und Paris. 1962 legte er das Staatsexamen ab und promovierte 1967 mit einer Arbeit über Christoph Martin Wieland. Danach war er als wissenschaftlicher Assistent am Fachbereich Literaturwissenschaft der Universität Konstanz tätig, wo er sich 1975 mit einer Studie über Kunst und Recht habilitierte.
Nach Dozententätigkeiten an der Universität Trier und der Technischen Hochschule Darmstadt war Klaus Oettinger von 1980 bis 2005 Professor für Neuere Deutsche Literaturgeschichte an der Universität Konstanz.
Oettinger publizierte zahlreiche Aufsätze zur Literatur der Goethezeit. Er nahm Editionen von und Publikationen zu Autoren der alemannischen  Kultur vor.

## Werke (Auswahl)
- Phantasie und Erfahrung. Studien zur Erzählpolitik C. M. Wielands. 1970.
- Kunst ohne Schranken? Zur juristischen Interpretation der Kunstfreiheitsgarantie des Grundgesetzes (Art. 5, Abs. 3). Kunst ist als Kunst nicht justitiabel – Zur Begründungsmisere der Justiz in Entscheidungen zur Sache Kunst. In: Poetik und Hermeneutik. IX, 1981.
- mit Helmut Weidhase: Eine feste Burg der Wissenschaft. Neue Universität in einer alten Stadt. Konstanz am Bodensee, Konstanz: Stadler, 1986
- Freiherr Ignaz von Wessenberg. Zu seiner Geltungsgeschichte in der kirchlichen Öffentlichkeit, in: Schriften des Vereins für Geschichte des Bodensees und seiner Umgebung, 128. Jg. 2010, S. 119–137 (Digitalisat)